# Bertramka
Bertramka is een niet operationeel museum in Praag. Het is gewijd aan Wolfgang Amadeus Mozart (1756-1791) die daar de familie Dušek heeft bezocht. In dit huis componeerde hij de opera Don Giovanni.
In 1929 werd hier een museum geopend. Nadat het onteigend werd door de nazi's en vervolgens door de communisten, kreeg de Mozartgemeente in 2009, achttien jaar na de val van het communisme, het pand terug. De voorwerpen zijn echter niet teruggegeven waardoor er geen collectie kan worden getoond.

## Geschiedenis

### Woonhuis
Aan het eind van de 18e eeuw bevond Villa Bertramka zich nog buiten de stad Praag en was het omgeven door wijngaarden. De naam verkreeg het van een van zijn bewoners, Franz von Bertram. In 1784 werd het gekocht door František Dušek die er tot zijn dood in 1799 woonde met zijn vrouw Josepha. Beide waren componisten en Josepha was daarnaast een gevierd soprane.
"Meine Prager verstehen mich" (Mijn Pragenaren begrijpen mij) is een citaat van Mozart waaraan soms wordt herinnerd wanneer zijn bezoeken aan deze stad worden besproken. Het verwijst naar de populariteit die met name zijn Bruiloft van Figaro daar kende. Mozart bezocht de villa in 1787 en 1791. Tijdens zijn eerste bezoek componeerde hij de opera Don Giovanni. Na zijn dood bezochten zijn zoons Carl Thomas en Franz Xaver Betramka nog verschillende jaren en werd het een soort tweede thuis voor hen.
Het huis werd in 1838 via een veiling gekocht door Lambert Popelka. Diens zoon Adolf behandelde het als een schrijn en hield de herinnering aan Mozart levend. Hij plaatste in 1876 een buste van de beeldhouwer Tomáš Seidan in de tuin en organiseerde in 1887 een festiviteit ter herinnering aan de honderdste verjaardag van de première van Don Giovanni. Na de dood van zijn weduwe ging het huis in 1918 over naar Mathilda Sliwenská. Na haar dood in 1925 kwam het testamentair in het bezit van het Mozarteum in Salzburg.

### Museum
In 1929 kocht de Duits-Tsjechische vereniging 'Mozartgemeente' de villa van het Mozarteum, met het doel om er een centrum ter ere van de componist op te richten. Hierna volgde een grondige renovatie van zowel het huis als de tuin en werd er een museum gevestigd.
Het huis werd tweemaal onteigend, voor het eerst door het nazi-regime en daarna door het communistische bewind. De tweede keer gebeurde in 1986 onder druk aan de stad Praag. Na de val van het communisme, drie jaar later, besloot de Mozartgemeente om de teruggave van hun eigendom op te eisen. Bij elkaar duurde het nog achttien jaar tot de rechter het pand in december 2009 teruggaf. Het werd echter volledig ontruimd achtergelaten, waarbij ook de eigendommen van de vereniging waren verdwenen. Daarnaast bevindt zich het pand in een erbarmelijke staat en wordt er gezocht naar fondsen om het museum hier in oude staat te kunnen herstellen (stand 2017).